# 大町郵便局
大町郵便局（おおまちゆうびんきょく）
- 長野県大町市にある郵便局。本記事にて記述する。
- 兵庫県淡路市にある郵便局。局番号は43231。
- 広島県広島市安佐南区にある郵便局。局番号は51551。
- 佐賀県杵島郡大町町にある郵便局。局番号は77108。

大町郵便局（おおまちゆうびんきょく）は長野県大町市大町にある郵便局である。民営化前の分類では集配普通郵便局であった。局番号は11007。

## 概要
住所：〒398-8799 長野県大町市大町3209

## 沿革
- 1872年8月4日（明治5年7月1日） - 大町郵便取扱所として開設[1]。
- 1875年（明治8年）1月1日 - 大町郵便局（五等）となる。
- 1876年（明治9年） - 為替取扱を開始。
- 1878年（明治11年） - 貯金取扱を開始。
- 1892年（明治25年）3月16日 - 大町郵便電信局となる。
- 1903年（明治36年）4月1日 - 通信官署官制の施行に伴い大町郵便局となる。
- 1949年（昭和24年）3月25日 - 特定郵便局から普通郵便局に局種別改定[2]。
- 1956年（昭和31年）11月1日 - 電話通話および和文電報受付事務の取扱を開始[3]。
- 1999年（平成11年） - 外国通貨の両替および旅行小切手の売買に関する業務取扱を開始
- 2006年（平成18年）10月16日 - 美麻（みあさ）郵便局（〒399-9199）から集配業務を移管[4]。
- 2007年（平成19年）10月1日 - 民営化に伴い、併設された郵便事業大町支店に一部業務を移管。
- 2012年（平成24年）10月1日 - 日本郵便株式会社発足に伴い、郵便事業大町支店を大町郵便局に統合。

## 取扱内容
- 郵便、印紙、ゆうパック、内容証明
- 貯金、為替、振替、振込、国際送金、外貨両替・トラベラーズチェック、国債、投資信託
- 生命保険、バイク自賠責保険、自動車保険、がん保険、引受条件緩和型医療保険
- ゆうちょ銀行ATM
- 「398-00xx」「399-91xx」（大町市＝旧北安曇郡美麻村域を含み、旧同郡八坂村域を除く）の集配業務。尚、旧八坂村域は生坂郵便局が集配業務を担当する。
- ゆうゆう窓口

## 周辺
- 長野県大町高等学校
- 大町市立大町総合病院
- 国道147号

## アクセス
- JR大糸線 信濃大町駅から徒歩約3分
- 大町市民バス（ふれあい号） 仁科町停留所下車
- 駐車場あり：8台